# The Flick
The Flick (Uraufführung am 12. März 2013 in New York City) ist ein Theaterstück von Annie Baker, ausgezeichnet 2013 mit einem Obie Award für Playwriting sowie 2014 mit dem Pulitzer-Preis für Theater und 2016 mit dem britischen Critics’ Circle Theatre Award als „Bestes neues Theaterstück“.

## Aufführungen

### New York City
- The Flick feierte Premiere am 12. März 2013 im Off-Broadway-Theater Playwrights Horizons. Regie: Sam Gold. Mit Aaron Clifton Moten (Avery), Matthew Maher (Sam), Louisa Krause (Rose) und Alex Hanna (Skylar/schlaffender Mann).
- Am Barrow Street Theatre von Mai 2015 bis Januar 2016 fand die Wiederaufnahme mit Kyle Beltran (Avery), Danny Wolohan (Sam), Nicole Rodenburg (Rose) und Brian Miskell (Skylar/schlaffender Mann) statt.[3]

### Chicago
- Die Steppenwolf Theatre Company[4] spielte das Stück vom 4. Februar bis 8. Mai 2016 unter der Regie von Dexter Bullard.

### Shirlington
- In Virginia am Signature Theatre. Regie: Joe Calarco. Mit Thaddeus McCants (Avery), Evan Casey (Sam), Laura C Harris (Rose) und William Vaughan (Skylar/schlaffender Mann). Aufführungen fanden vom 1. März bis 24. April 2016 statt.

### London
- Mit Regisseur Sam Gold und Teil der ursprünglichen Besetzung wurde The Flick am National Theatre in London[5] vorgestellt mit Jaygann Ayeh (Avery), Matthew Maher (Sam), Louisa Krause (Rose) und Sam Heron (Skylar/schlaffender Mann).

### Wien
- In Wien hatte Regisseurin Joanna Godwin-Seidl das Stück für das kleine Theater Drachengasse angepasst. Mit Daniel Annoh (Avery), Jason Cloud (Sam), Denise Teipel (Rose) und Jack Midgley (Skylar/schlafender Mann). Aufführungen begannen ab 21. Jänner 2019.[6]

## Übersicht
In einem heruntergekommenen Kino in Worcester County, Massachusetts arbeiten drei unterbezahlte Angestellte, Avery, Sam und Rose als Aufräumtrupp und kümmern sich um einen der letzten 35-Millimeter-Filmprojektoren des Staates. Ihre winzigen Schlachten und nicht so winzigen Herzensangelegenheiten spielen sich in den leeren Gängen ab und sind fesselnder als die glanzlosen alten Filme auf der Leinwand. Sie betrügen beim Kartenverkauf und verdienen dadurch zusätzliches Geld, aber Avery, der neue Angestellte – der Afroamerikaner – ist wenig begeistert von Gesetzesverstößen, da er weiß, dass er der erste Verdächtige sein wird. 